# Gleichenials
Les gleichenials (Gleicheniales) són un ordre de plantes vascular sense llavors de la classe Polypodiopsida. Es tracta de falgueres pròpies de zones tropicals i subtropicals que també arriben a les regions temperades de l'hemisferi sud. Es coneixen des del Carbonífer superior.

## Característiques
Es caracteritzen per posseir frondes d'aspecte de cuir (coriaci) i dividides pseudodicotòmicament; presenten els sorus sense indusi, i els esporangis sèssils, amb un anell transversal situat al terç superior, vora l’àpex.

## Taxonomia
L'ordre Gleicheniales inclou 178 espècies en tres famílies:
- Família Matoniaceae C. Presl (2 gèneres i 4 espècies)
- Família Dipteridaceae Seward & E. Dale (2 gèneres i 9 especies)
- Família Gleicheniaceae C. Presl (6 gèneres i 165 espècies)